# Guessouma Fofana
Guessouma Fofana (Le Havre, 17 dicembre 1992) è un calciatore mauritano con cittadinanza francese, centrocampista dell'Al-Hilal Omdurman e della nazionale mauritana.

## Caratteristiche tecniche
È un centrocampista centrale.

## Carriera

### Club
Ha esordito in Ligue 1 con l'Amiens il 5 agosto 2017 in un match perso 2-0 contro il Paris Saint-Germain.

### Nazionale
Nel 2021 ha esordito nella nazionale mauritana; nel medesimo anno ha anche partecipato alla Coppa d'Africa, a cui ha poi preso parte anche nel 2023.

## Statistiche

### Presenze e reti nei club
| Stagione               | Squadra                | Campionato             | Campionato | Campionato | Coppe nazionali | Coppe nazionali | Coppe nazionali | Coppe continentali | Coppe continentali | Coppe continentali | Altre coppe | Altre coppe | Altre coppe | Totale | Totale | Totale |
| Stagione               | Squadra                | Comp                   | Pres       | Reti       | Comp            | Pres            | Reti            | Comp               | Pres               | Reti               | Comp        | Pres        | Reti        | Pres   | Reti   |        |
| ---------------------- | ---------------------- | ---------------------- | ---------- | ---------- | --------------- | --------------- | --------------- | ------------------ | ------------------ | ------------------ | ----------- | ----------- | ----------- | ------ | ------ | ------ |
| 2013-2014              | Lyon-La Duchère        | CFA                    | 16         | 0          | CF              | 1               | 0               |                    | -                  | -                  |             | -           | -           | 17     | 0      |        |
| 2014-2015              | Lyon-La Duchère        | CFA                    | 27         | 1          | CF              | 1               | 0               |                    | -                  | -                  |             | -           | -           | 28     | 1      |        |
| Totale Lyon-La Duchère | Totale Lyon-La Duchère | Totale Lyon-La Duchère | 43         | 1          |                 | 2               | 0               |                    | -                  | -                  |             | -           | -           | 45     | 1      |        |
| 2015-2016              | Amiens                 | NAT                    | 25         | 1          | CF              | 0               | 0               |                    | -                  | -                  |             | -           | -           | 25     | 1      |        |
| 2016-2017              | Amiens                 | L2                     | 33         | 3          | CF+CdL          | 1+0             | 0               |                    | -                  | -                  |             | -           | -           | 34     | 3      |        |
| 2017-2018              | Amiens                 | L1                     | 6          | 0          | CF+CdL          | 1+1             | 0               |                    | -                  | -                  |             | -           | -           | 8      | 0      |        |
| Totale Carriera        | Totale Carriera        | Totale Carriera        | 107        | 5          |                 | 5               | 0               |                    | -                  | -                  |             | -           | -           | 112    | 5      |        |

### Cronologia presenze e reti in nazionale
| Cronologia completa delle presenze e delle reti in nazionale ― Mauritania | Cronologia completa delle presenze e delle reti in nazionale ― Mauritania | Cronologia completa delle presenze e delle reti in nazionale ― Mauritania | Cronologia completa delle presenze e delle reti in nazionale ― Mauritania | Cronologia completa delle presenze e delle reti in nazionale ― Mauritania | Cronologia completa delle presenze e delle reti in nazionale ― Mauritania | Cronologia completa delle presenze e delle reti in nazionale ― Mauritania | Cronologia completa delle presenze e delle reti in nazionale ― Mauritania |
| Data                                                                      | Città                                                                     | In casa                                                                   | Risultato                                                                 | Ospiti                                                                    | Competizione                                                              | Reti                                                                      | Note                                                                      |
| ------------------------------------------------------------------------- | ------------------------------------------------------------------------- | ------------------------------------------------------------------------- | ------------------------------------------------------------------------- | ------------------------------------------------------------------------- | ------------------------------------------------------------------------- | ------------------------------------------------------------------------- | ------------------------------------------------------------------------- |
| 16-11-2021                                                                | Nouakchott                                                                | Mauritania                                                                | 1 – 1                                                                     | Guinea Equatoriale                                                        | Qual. Mondiali 2022                                                       | -                                                                         | 76’                                                                       |
| 30-11-2021                                                                | Al Rayyan                                                                 | Tunisia                                                                   | 5 – 1                                                                     | Mauritania                                                                | Coppa Araba 2021 - Fase a gironi                                          | -                                                                         | 45’                                                                       |
| 3-12-2021                                                                 | Doha                                                                      | Mauritania                                                                | 0 – 1                                                                     | Emirati Arabi Uniti                                                       | Coppa Araba 2021 - Fase a gironi                                          | -                                                                         |                                                                           |
| 6-12-2021                                                                 | Doha                                                                      | Siria                                                                     | 1 – 2                                                                     | Mauritania                                                                | Coppa Araba 2021 - Fase a gironi                                          | -                                                                         |                                                                           |
| 12-1-2022                                                                 | Limbe                                                                     | Mauritania                                                                | 0 – 1                                                                     | Gambia                                                                    | Coppa d'Africa 2021 - Fase a gironi                                       | -                                                                         |                                                                           |
| 16-1-2022                                                                 | Limbe                                                                     | Tunisia                                                                   | 4 – 0                                                                     | Mauritania                                                                | Coppa d'Africa 2021 - Fase a gironi                                       | -                                                                         |                                                                           |
| 20-1-2022                                                                 | Limbe                                                                     | Mali                                                                      | 2 – 0                                                                     | Mauritania                                                                | Coppa d'Africa 2021 - Fase a gironi                                       | -                                                                         |                                                                           |
| 4-6-2022                                                                  | Nouakchott                                                                | Mauritania                                                                | 3 – 0                                                                     | Sudan                                                                     | Qual. Coppa d'Africa 2023                                                 | -                                                                         | 81’                                                                       |
| 8-6-2022                                                                  | Franceville                                                               | Gabon                                                                     | 0 – 0                                                                     | Mauritania                                                                | Qual. Coppa d'Africa 2023                                                 | -                                                                         | 80’                                                                       |
| 24-9-2022                                                                 | Nouakchott                                                                | Mauritania                                                                | 1 – 0                                                                     | Benin                                                                     | Amichevole                                                                | -                                                                         | 77’                                                                       |
| 27-9-2022                                                                 | Mohammedia                                                                | Rep. del Congo                                                            | 0 – 2                                                                     | Mauritania                                                                | Amichevole                                                                | -                                                                         |                                                                           |
| 24-3-2023                                                                 | Lubumbashi                                                                | RD del Congo                                                              | 3 – 1                                                                     | Mauritania                                                                | Qual. Coppa d'Africa 2023                                                 | -                                                                         | 80’                                                                       |
| 28-3-2023                                                                 | Nouakchott                                                                | Mauritania                                                                | 1 – 1                                                                     | RD del Congo                                                              | Qual. Coppa d'Africa 2023                                                 | -                                                                         | 80’                                                                       |
| 20-6-2023                                                                 | Agadir                                                                    | Sudan                                                                     | 0 – 3                                                                     | Mauritania                                                                | Qual. Coppa d'Africa 2023                                                 | -                                                                         |                                                                           |
| 9-9-2023                                                                  | Nouakchott                                                                | Mauritania                                                                | 2 – 1                                                                     | Gabon                                                                     | Qual. Coppa d'Africa 2023                                                 | -                                                                         | 57’                                                                       |
| 15-11-2023                                                                | Kinshasa                                                                  | RD del Congo                                                              | 2 – 0                                                                     | Mauritania                                                                | Qual. Mondiali 2026                                                       | -                                                                         |                                                                           |
| 16-1-2024                                                                 | Bouaké                                                                    | Burkina Faso                                                              | 1 – 0                                                                     | Mauritania                                                                | Coppa d'Africa 2023 - 1º turno                                            | -                                                                         | 67’                                                                       |
| 20-1-2024                                                                 | Bouaké                                                                    | Mauritania                                                                | 2 – 3                                                                     | Angola                                                                    | Coppa d'Africa 2023 - 1º turno                                            | -                                                                         | 59’                                                                       |
| 23-1-2024                                                                 | Bouaké                                                                    | Mauritania                                                                | 1 – 0                                                                     | Algeria                                                                   | Coppa d'Africa 2023 - 1º turno                                            | -                                                                         | 71’                                                                       |
| 29-1-2024                                                                 | Abidjan                                                                   | Capo Verde                                                                | 1 – 0                                                                     | Mauritania                                                                | Coppa d'Africa 2023 - Ottavi di finale                                    | -                                                                         | 35’                                                                       |
| 22-3-2024                                                                 | Marrakech                                                                 | Mali                                                                      | 2 – 0                                                                     | Mauritania                                                                | Amichevole                                                                | -                                                                         |                                                                           |
| 26-3-2024                                                                 | Agadir                                                                    | Marocco                                                                   | 0 – 0                                                                     | Mauritania                                                                | Amichevole                                                                | -                                                                         |                                                                           |
| 22-3-2025                                                                 | Lomé                                                                      | Togo                                                                      | 2 – 2                                                                     | Mauritania                                                                | Qual. Mondiali 2026                                                       | -                                                                         | 29’ 82’                                                                   |
| Totale                                                                    |                                                                           | Presenze                                                                  | 23                                                                        |                                                                           | Reti                                                                      | 0                                                                         |                                                                           |

## Palmarès

### Club

#### Competizioni nazionali
- Campionato rumeno: 1

CFR Cluj: 2021-2022